# Westkaukasischer Steinbock
Der Westkaukasische Steinbock oder Kuban-Tur  (Capra caucasica) ist eine wilde Ziegenart aus dem westlichen Kaukasus.
Traditionell werden Westkaukasischer Steinbock und Ostkaukasischer Steinbock (Capra cylindricornis) als unterschiedliche Arten angesehen. Genetische Studien scheinen diese Trennung zu bestätigen. Der Westkaukasische Steinbock scheint demzufolge enger mit der Bezoarziege (Capra aegagrus) als mit dem Ostkaukasischen Steinbock verwandt zu sein. Die äußerlichen Ähnlichkeiten zum Ostkaukasischen Steinbock könnten daher auf Hybridisierungen innerhalb der kaukasischen Steinböcke zurückzuführen sein. Diese These wird auch durch die Tatsache gestützt, dass das mitochondriale Genom einzelner Westkaukasischer Steinböcke dem von Ostkaukasischen entspricht.

## Aussehen
Die Art hat einen sehr kurzen Schwanz. Der Kinnbart der Böcke ist meist kurz und breit. Das Fell erscheint oberseits rötlichbraun und unterseits gelblich. Im Winter wird die Farbe graubraun. Der Gesamteindruck dieser Art ist schwerer und korpulenter als der des gemeinen Steinbocks; Böcke werden 150 bis 165 cm (Kopfrumpflänge) lang an der Schulter 95 bis 110 cm hoch und wiegen 65 bis 100 kg. Weibchen sind mit 120 bis 140 cm Kopfrumpflänge, 78 bis 90 cm Schulterhöhe und 50 bis 60 kg Körpergewicht deutlich kleiner und leichter. Die Hörner sind kürzer, stärker und mehr gekrümmt als beim gewöhnlichen Steinbock und werden höchstens 75 cm lang. Sie erreichen allerdings nicht den Durchmesser der ostkaukasischen Art.

## Verbreitung und Bestandsverhältnisse

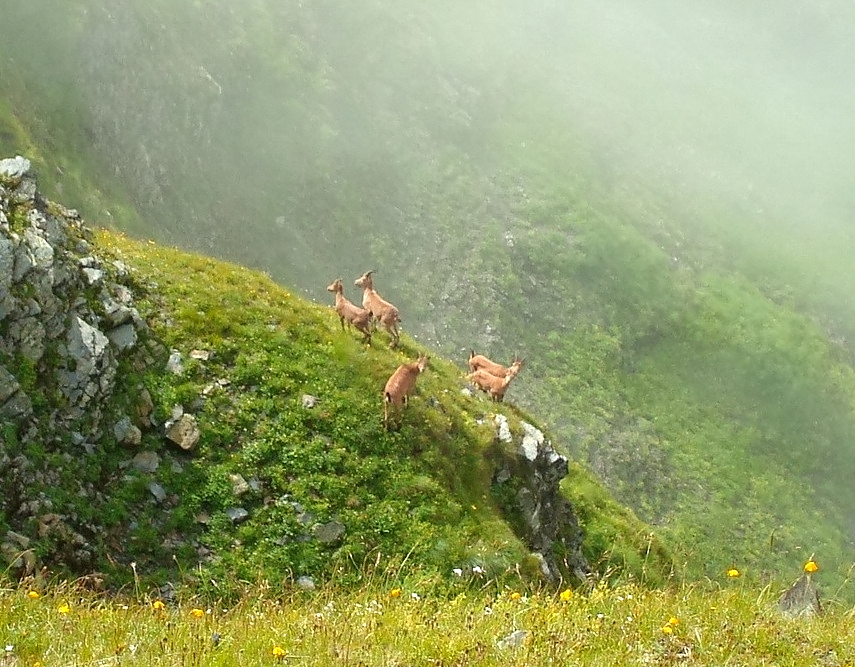
Westkaukasische Steinböcke im natürlichen Verbreitungsgebiet

Das Verbreitungsgebiet ist ein nur 4500 km² großes, streifenförmiges Areal entlang der russisch-georgischen Grenze. Seit dem 19. Jahrhundert ist dieses ohnehin schon sehr kleine Verbreitungsgebiet durch menschliche Einflüsse noch weiter zusammengeschrumpft. Offenbar trägt auch die Bastardierung mit benachbarten Ostkaukasischen Steinbocken zu den Gebietsverlusten der Art bei. Gerade in den letzten Jahren sind die Bestände dramatisch gesunken. So leben heute vermutlich weniger als 10.000 Westkaukasische Steinböcke in ihrer Heimat. Von der IUCN wird die Art als stark gefährdet (endangered) eingestuft. Die Art kommt in geschützten Gebieten, wie dem Kaukasus-Naturreservat vor.

## Lebensweise
Der Westkaukasische Steinbock unterscheidet sich in der Lebensweise kaum vom Ostkaukasischen Steinbock.